# Žitné
Žitné (1265 m) –  szczyt w bocznym grzbiecie Małej Fatry Krywańskiej w paśmie górskim Mała Fatra w Centralnych Karpatach Zachodnich na Słowacji. Znajduje się w północnym grzbiecie Koniarek (1535 m), który poprzez Kraviarske, Žitné i Baraniarky ciągnie się aż po Sokolie. Žitné jest środkowym wierzchołkiem; od szczytu Kraviarske oddziela go  przełęcz Veľké sedlo, od Baranierek  Maľe sedlo. Zachodnie stoki opadają do doliny Veľká Bránica i znajdują się w obrębie rezerwatu przyrody Veľká Bránica, wschodnie opadają do  Starej doliny (odgałęzienie Vrátnej doliny). 
Žitné jest całkowicie zalesione, niewielka polanka znajduje się na wschodnich stokach. Wierzchołek porasta młoda buczyna, na stokach bytuje niedźwiedź brunatny i ryś.

## Szlak turystyczny
Starý dvor – Príslop – Baraniarky – Maľe sedlo – Žitné – Veľké sedlo – Kraviarske – Sedlo za Kraviarskym – Chrapáky – Snilovské sedlo.